# Dʿmt
Dʿmt (Bảng chữ cái miền Nam Ả Rập: ; Ge'ez: ደዐመተ, DʿMT về lý thuyết đọc là ዳዓማት Daʿamat hoặc ዳዕማት Daʿəmat) là một vương quốc cổ đại nằm ở Eritrea và miền bắc Ethiopia tồn tại trong suốt thế kỷ 10 và thế kỷ 5 TCN. Vài dòng văn khắc về vương quốc này còn tồn tại đến ngày nay nhưng có rất ít hoạt động khảo cổ diễn ra tại đây. Kết quả là chẳng thể nào biết được liệu Dʿmt đã chấm dứt như một nền văn minh trước khi diễn ra giai đoạn đầu của Aksum, phát triển thành nhà nước Aksum, hoặc là một trong những quốc gia nhỏ hơn được hợp nhất vào trong Vương quốc Aksum có thể là khoảng đầu thế kỷ 1.

## Lịch sử
Với sự hiện diện của một khu phức hợp đền đài lớn và sự màu mỡ xung quanh, thủ đô của Dʿmt có thể nằm ở khu vực nay thuộc Yeha tại Tigray, Ethiopia. Vương quốc đã phát triển hệ thống thủy lợi, sử dụng lưỡi cày, trồng cây kê, chế tạo công cụ và vũ khí bằng sắt.
Một số nhà sử học hiện đại như Stuart Munro-Hay, Rodolfo Fattovich, Ayele Bekerie, Cain Felder và Ephraim Isaac đã xem nền văn minh này là của người bản địa, dù chịu ảnh hưởng từ người Sabaea do sự thống trị vùng Biển Đỏ sau này, trong khi những người khác như Joseph Michels, Henri de Contenson, Tekle-Tsadik Mekouria, và Stanley Burstein lại xem Dʿmt như là kết quả của một sự pha trộn giữa người Sabaea và dân bản xứ. Tuy nhiên theo nghiên cứu gần đây nhất cho thấy Ge'ez, ngôn ngữ Semit cổ nói ở Eritrea và miền bắc Ethiopia không bắt nguồn từ Sabaea. Có bằng chứng về sự hiện diện của thứ tiếng Semit ở Eritrea và miền bắc Ethiopia ít nhất là ngay từ khoảng năm 2000 TCN. Ngày nay người ta tin rằng ảnh hưởng của người Sabaea là không quan trọng, chỉ giới hạn trong một vài địa phương, và biến mất sau một vài thập kỷ hoặc thế kỷ, có lẽ nhằm tượng trưng cho một thuộc địa về thương mại hay quân sự trong một số loại cộng sinh hay liên minh quân sự với nền văn minh Dʿmt hoặc một số quốc gia thân Aksum khác.
Sau sự sụp đổ của Dʿmt vào thế kỷ 5 TCN, cao nguyên này nằm dưới sự thống trị của các vương quốc kế tục vô danh nhỏ bé. Tình trạng này kéo dài cho đến sự nổi lên của một trong những chính thể vào thế kỷ 1 TCN là Vương quốc Aksum. Tổ tiên của Eritrea thời Trung cổ và Hiện đại cùng Ethiopia là Aksum một lần nữa đã có thể tái hợp nhất khu vực.

### Vua chúa
Sau đây là danh sách về bốn vị vua được biết đến của xứ Dʿmt theo thứ tự thời gian:
| Triều đại                                         | Tên gọi   | Nữ vương                                                                                               | Chú thích |
| ------------------------------------------------- | --------- | --- | --------- |
| Niên đại từ khoảng năm 700 TCN đến khoảng 650 TCN |           | |           |
| Mlkn Wʿrn Ḥywt                                    | ʿArky(t)n | cùng thời với Sabaean mukarrib Karib'il Watar.                                                         |           |
| Mkrb, Mlkn Rdʿm                                   | Smʿt      | |           |
| Mkrb, Mlkn Ṣrʿn Rbḥ                               | Yrʿt      | Con trai của Wʿrn Ḥywt, "Vua Ṣrʿn của bộ lạc YGʿḎ [=Agʿazi, cùng gốc Ge'ez], mkrb xứ DʿMT và SB'"      |           |
| Mkrb, Mlkn Ṣrʿn Lmn                               | ʿAdt      | Son of Rbḥ, cùng thời với Sabaea mukarrib Sumuhu'alay, "Vua Ṣrʿn của bộ lạc YGʿḎ, mkrb xứ DʿMT và SB'" |           |